# Asama (1898)
Asama (jap. 浅間) – krążownik pancerny japońskiej marynarki wojennej z początku XX wieku, zbudowany w Wielkiej Brytanii, okręt prototypowy typu Asama, pierwszy z nowoczesnych japońskich krążowników pancernych. Brał aktywny udział w wojnie rosyjsko-japońskiej 1904-1905; służył także podczas obu wojen światowych. Złomowany po II wojnie światowej.

## Budowa
Krążowniki typu Asama zostały zamówione przez Japonię w ramach wielkiego programu rozbudowy floty z lat 1895/1896, zakładającego budowę m.in. 6 krążowników pancernych. Z powodu braku doświadczenia konstruktorów japońskich, zaprojektowanie pierwowzoru zlecono angielskim zakładom Armstrong w Elswick. Doprowadziło to do powstania dwóch pierwszych okrętów, określonych jako typ Asama od nazwy pierwszego z nich. W 1896 roku zakłady Armstronga opracowały projekt, zatwierdzony ostatecznie 21 sierpnia 1896 roku. Zakłady następnie rozpoczęły budowę dwóch okrętów jeszcze przed uzyskaniem formalnego zamówienia, które Japonia złożyła w czerwcu 1897 roku. 
Położenie stępki pod pierwszy okręt, o numerze budowy 661, miało miejsce 20 października 1896 roku. Otrzymał on następnie nazwę „Asama” od nazwy góry. Kadłub wodowano 22 marca 1898 roku, a po wyposażeniu, próby morskie prowadzono do 8 lutego 1899 roku. Okręt wszedł do służby 18 marca 1899 roku. Cena wyniosła 5,6 miliona jenów za pojedynczy okręt.
Na próbach, przy wyporności 9778 t i normalnym ciągu osiągnięto moc indykowaną 13 000 KM i prędkość 20,37 w, a przy ciągu wymuszonym – moc 18 227 KM i prędkość 22,07 węzła. Realna prędkość uzyskiwana w toku służby była niższa, do około 19 węzłów.

## Historia służby

### Początek służby
„Asama” przybyła do Yokosuka w Japonii 17 maja 1899 roku. Była klasyfikowana w Japonii jako krążownik I klasy. Wraz z bliźniaczą „Tokiwą” uczestniczyła w pierwszych większych manewrach floty w marcu 1901 roku. „Asama” była w nich okrętem flagowym kontradmirała Hidaki, a następnie manewry obserwował z niej sam cesarz Mutsuhito. Latem 1902 roku okręt popłynął z powrotem do Anglii w celu uczestnictwa w morskiej rewii w Spithead z okazji koronacji króla Edwarda VII. Przed wybuchem wojny z Rosją, sześć japońskich krążowników pancernych utworzyło 2. Dywizjon 2. Eskadry Floty Połączonej, pod dowództwem wiceadmirała Kamimury.

### Wojna rosyjsko-japońska – 1904 r.
Tuż przed rozpoczęciem działań wojennych „Asama” została czasowo skierowana do wzmocnienia 4. Dywizjonu kontradmirała Uriu, składającego się ze słabszych krążowników, wysłanego pod port Czemulpo w Korei. 9 lutego 1904 roku jako główny okręt zespołu stoczyła bój z rosyjskim krążownikiem pancernopokładowym „Wariag” i kanonierką „Koriejec” pod Czemulpo, w którym trafiła „Wariaga” co najmniej 3 pociskami 203 mm i ok. 7 pociskami 152 mm, silnie go uszkadzając, po czym Rosjanie samozatopili swoje okręty. W trakcie boju wystrzeliła 28 pocisków głównego kalibru, 98 kalibru 152 mm i 9 kalibru 76 mm.
Następnie „Asama” dołączyła do swojego dywizjonu i uczestniczyła w działaniach głównych sił floty blokującej Port Artur. W marcu, w związku ze wzmożeniem działań rajderskich zespołu rosyjskich krążowników z Władywostoku, zespół wiceadmirała Kamimury wraz z „Asamą” został przeniesiony na Morze Japońskie i 6 marca dokonał nieskutecznego bombardowania Władywostoku, po czym powrócił pod Port Artur. 13 kwietnia „Asama” i „Tokiwa” wspierały 3. Dywizjon i uczestniczyły w pojedynku z krążownikiem „Bajan”, bez uszkodzeń. „Asama” nie uczestniczyła w poszukiwaniu rosyjskich krążowników przez 2. Dywizjon na Morzu Japońskim od kwietnia do lipca 1904 roku i wraz z „Yakumo” tymczasowo była przydzielona do 3. Dywizjonu kadm. Dewy, patrolując pod Port Artur. 10 sierpnia 1904 okręty te wzięły udział w bitwie na Morzu Żółtym z rosyjską eskadrą próbującą przerwać się z Port Artur. „Asama” ostrzeliwała rosyjskie krążowniki „Askold” i „Nowik”, lecz bez efektów. W trakcie boju wystrzeliła 51 pocisków kalibru 203 mm i 113 kalibru 152 mm. W ciągu następnych dni po bitwie „Yakumo” z „Asamą” poszukiwały na Morzu Żółtym rosyjskich okrętów, które zostały internowane w portach neutralnych. 

### Wojna rosyjsko-japońska – 1905 r.
Od 23 grudnia 1904 do 1 kwietnia 1905 roku „Asama” patrolowała w poszukiwaniu statków z kontrabandą w rejonie północnych cieśnin Morza Japońskiego, zatrzymując dwa parowce (brytyjski o pojemności 4216 BRT i australijski 3160 BRT). 27 maja 1905 roku „Asama”, w składzie 2. Dywizjonu głównych sił japońskich, wzięła udział w bitwie pod Cuszimą, ostrzeliwując intensywnie rosyjskie pancerniki i krążowniki i wnosząc wkład w ostateczne zwycięstwo. Krążownik odniósł jednak spore uszkodzenia (3 trafienia pociskami 305 mm, 2 × 229 mm, 5 × 152 mm i 2 × 76 mm) i nabrał wody przez uszkodzoną burtę na rufie. Uszkodzeniu na początku uległa maszyna sterowa, przez co krążownik szybko o 14.27 wyszedł z linii bojowej i dopiero o 17 dołączył do dywizjonu. Według danych oficjalnych zginęło jednak tylko 4 marynarzy i 12 raniono.
Na paradzie morskiej 14 października 1905 z okazji zwycięstwa w wojnie „Asama” posłużyła jako jacht cesarski. 

### Dalsza służba
„Asama” służyła w dalszym ciągu we flocie japońskiej. 1 czerwca 1910 roku została przydzielona do eskadry szkolnej Akademii Marynarki w Yokosuka i między 16 października 1910 a 6 marca 1911 roku odbyła pierwszy rejs zagraniczny z kadetami 38. rocznika na Hawaje i do Ameryki Północnej (z krążownikiem „Kasagi”). Ponownie była przydzielona do eskadry szkolnej 1 grudnia 1913 roku  i odbyła kolejny rejs w ten sam rejon między kwietniem a sierpniem 1914 roku, z kadetami 41. rocznika i krążownikiem „Azuma”. Po wybuchu I wojny światowej „Asama” poszukiwała niemieckiej eskadry admirała Spee, a na przełomie października i listopada 1914 blokowała w Honolulu niemiecką kanonierkę „Geier”, która ostatecznie była zmuszona do internowania tam 8 listopada.
31 stycznia 1915 „Asama” doznała uszkodzeń dna na skałach w zatoce San Bartolome przy Półwyspie Kalifornijskim. Dopiero 8 maja została zdjęta ze skał i po prowizorycznym uszczelnieniu na przełomie sierpnia i września przeszła do Kanady na awaryjny remont w Nanaimo. 23 października okręt wyruszył do Japonii i 18 grudnia doszedł do Yokosuka, gdzie został skierowany na remont, połączony z modernizacją, trwający do marca 1917 roku. Podczas remontu wymieniono kotły na 16 nowszego typu Miyabara.
25 sierpnia 1917 roku „Asama” została po raz trzeci przydzielona na rok do eskadry szkolnej Akademii Marynarki, odbywając między marcem a lipcem 1918 roku rejs szkolny do Ameryki z kadetami 45. rocznika, po czym od czerwca 1920 roku systematycznie była przydzielana do eskadry szkolnej, odbywając do 1935 roku dalsze dziewięć rejsów szkolnych. Oprócz tradycyjnych rejsów do Ameryki, odbyła trzy rejsy do Azji południowo-wschodniej i Australii (51. rocznik: 7 listopada 1923 – 5 kwietnia 1924; 59. rocznik: 1 marca – 14 lipca 1932; 62. rocznik: 20 lutego – 22 lipca 1935) oraz przez Kanał Sueski na Morze Śródziemne (61. rocznik: 15 lutego – 26 lipca 1934). 
1 września 1921 krążownik został przeklasyfikowany na okręt obrony wybrzeża I klasy, a 30 maja 1931 roku na okręt obrony wybrzeża. W latach 20. zdjęto część artylerii średniej.
Podczas II wojny światowej nie służył aktywnie. Został złomowany w 1947. 